# Meridiano 68 E
Meridiano 68 E é um meridiano que, partindo do Polo Norte, atravessa o Oceano Ártico, Ásia, Oceano Índico, Oceano Antártico, Antártida e chega ao Polo Sul. Forma um círculo máximo com o Meridiano 112 W.
Começando no Polo Norte, o meridiano 68º Este tem os seguintes cruzamentos:
| País, território ou mar | Notas                                                         |
| ----------------------- | ------------------------------------------------------------- |
| Oceano Ártico           |                                                               |
| Mar de Barents          |                                                               |
| Rússia                  | Ilha Severny, Nova Zembla                                     |
| Mar de Kara             |                                                               |
| Rússia                  | Península de Iamal                                            |
| Mar de Kara             | Baía de Baydaratskaya                                         |
| Rússia                  |                                                               |
| Cazaquistão             |                                                               |
| Uzbequistão             |                                                               |
| Cazaquistão             | Cerca de 6 km                                                 |
| Uzbequistão             |                                                               |
| Tajiquistão             |                                                               |
| Uzbequistão             |                                                               |
| Tajiquistão             |                                                               |
| Afeganistão             |                                                               |
| Paquistão               | Baluchistão Sindh                                             |
| Oceano Índico           |                                                               |
| Oceano Antártico        |                                                               |
| Antártida               | Território Antártico Australiano, reivindicado pela Austrália |